# Kompromat
Kompromat (en ruso: компромат, aféresis de компрометирующий материал, en español «material comprometedor») es el término ruso para describir los materiales comprometedores sobre un político u otra figura pública. Tales materiales pueden ser usados para crear publicidad negativa, como chantaje, o para asegurar lealtad. El kompromat puede ser obtenido desde varios servicios de seguridad, o creados completamente, para luego ser hechos públicos mediante un periodista pagado para esos fines. El uso extendido de kompromat ha sido una de las características de la política en Rusia y otros Estados postsoviéticos.

## Kompromat en Internet
Un desarrollo reciente ha sido la creación de sitios web especializados en kompromat, siendo el más famoso Компромат.Ru (compromat.ru), que, a un costo de varios cientos de dólares, publica cualquier pieza de kompromat relativa a cualquier persona. En consecuencia, estos sitios web son a veces temporalmente bloqueados por los proveedores de Internet rusos y sus propietarios perseguidos por las agencias de gobierno.

## Usos notables
Tras las elecciones presidenciales de Estados Unidos de 2016, salió a la luz el 10 de enero de 2017, que los organismos de inteligencia estadounidenses estaban investigando una posible amenaza de publicar información comprometedora sobre materias personales y financieras del presidente electo Donald Trump, tras las acusaciones de que él y miembros de su administración serían vulnerables a la manipulación del gobierno ruso.

## Casos notables
- Mohamed El Ghanem, Claude Covassi y la Operación Memphis
- Mikhaïl Kassianov y Natalia Pelevine[10]·.[11]
- El juez ruso Iouri Skouratov.[12]
- El embajador de Francia en Rusia Maurice Dejean.[12]
- El director de la Alliance française de Irkoutsk, Yoann Barbereau[13]·[14]·[15]·.[16]